# 조이스 이버트
조이스 이버트(Joyce Ebert, 1933년 6월 26일 ~ 1997년 8월 28일)는 미국의 배우, 오페라 가수, 연극 배우, 텔레비전 배우, 영화배우이다.

## 영화
- 뉴욕 광시곡 (1996년)
- 소펠 부인 (1984년) - 매트론 애그너스 가비 역